# Góra kopiasta

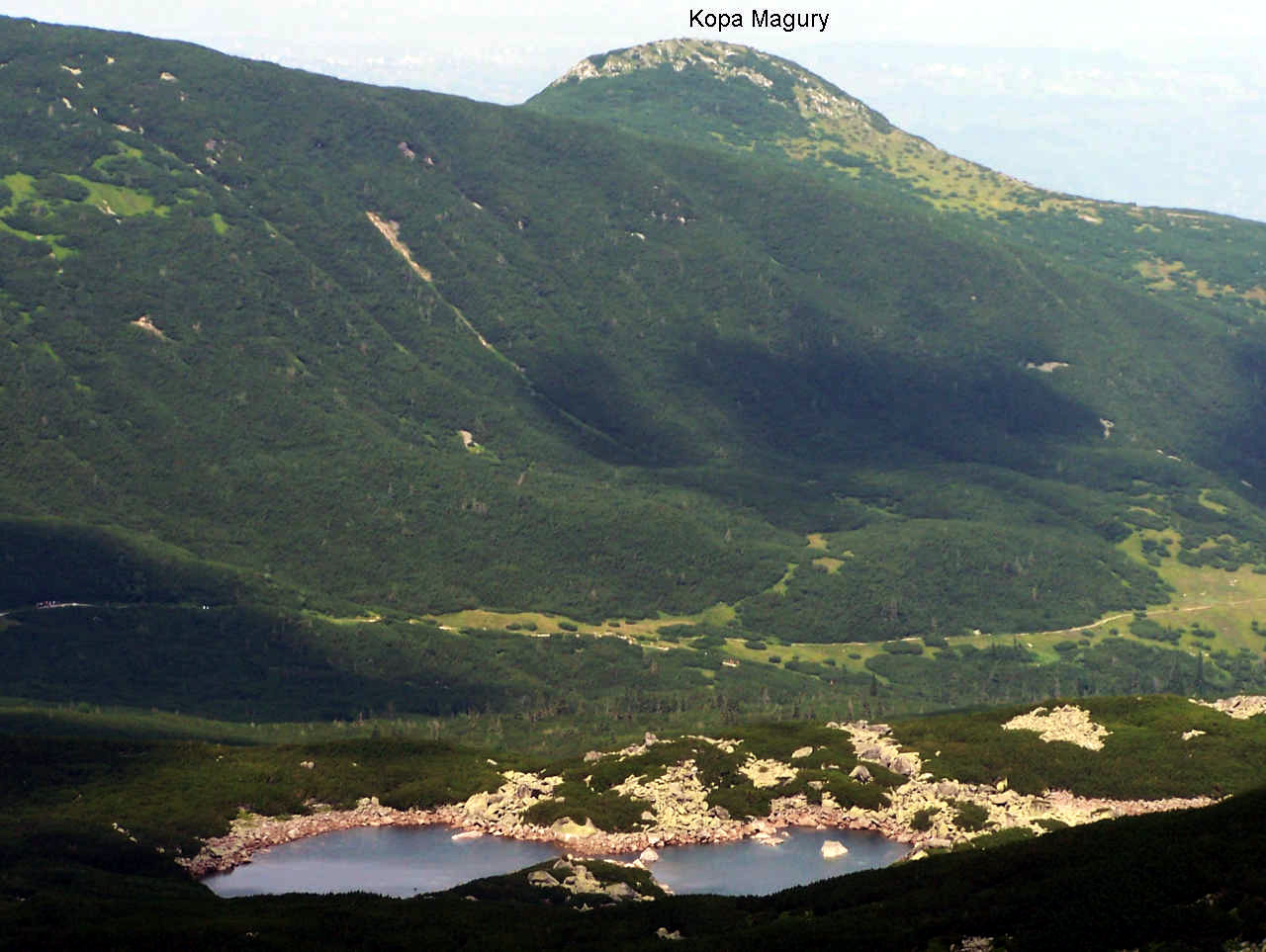
Kopa Magury – przykład kopy

Góra kopiasta lub kopa – góra charakteryzująca się stromymi stokami oraz zaokrąglonym, niezbyt szerokim wierzchołkiem. Może występować na dnie doliny lub na zboczu. Podobna do kopy jest bula, jednak jest od niej mniejsza i mniej samodzielna.
Zdrobniale kopę określa się też nazwą kopka. Zarówno kopa, jak kopka i bula występują często jako nazwy samodzielne. W Tatrach jest wiele gór mających nazwę Kopa – np. Mała Kopa Królowa, Wielka Kopa Królowa i in.